# 1943-as dél-afrikai általános választás
1943. július 7-én általános választásokat tartottak Dél-Afrikában, hogy megválasszák a Népgyűlés 150 tagját. A Jan Smuts vezette Egyesült Pártnak (VP) sikerült többséget szereznie, habár a háborús helyzet, Smuts nemzetközi státusza és az aktív szolgálatot teljesítő katonák szavazati joga valószínűleg eltúlozta az Egyesült Párt támogatottságát.
Rengeteg afrikáner, aki a választást megelőző években költözött fel városokba, nem regisztráltatta magát szavazóként, így nem volt jogosult szavazni. A brit- és háborúpárti Egyesült Párt sikerét az afrikánerorientált pártok széthúzása is elősegítette.
Az 1938-1943-as parlamenti ülés idején jelentős változások történtek a pártok körében.
Az Egyesült Párt 1939-ben megosztottá vált a Dél-afrikai Unió második világháborúba történő belépésének ügye miatt. Miután az 1924 óta hatalmon lévő Hertzog miniszterelnök semlegességet, a miniszterelnök-helyettes Smuts pedig belépést kívánt, a kabinetben pedig egyenlő számban voltak jelen a háborúpártiak és semlegességpártiak, az ügyet a Parlament elé kellett vinni.
Ezt a szavazást a háborúpártiak nyerték, az Egyesült Párt nagy többsége mellett a Domínium Párt és a Dél-afrikai Munkáspárt is támogatta azt. 
Ezek után Hertzog lemondott, kilépett az Egyesült Pártból, és követőivel létrehozta a Néppártot (ez is VP – Volksparty). Ez a csoport 1941-ben hivatalosan is egyesült a Megtisztított Nemzeti Párttal (GNP - Gesuiwerde Nasionale Party), és megalakította az Újraegyesült Nemzeti Pártot (HNP - Herenigde Nasionale Party). A két párt (a Néppárt és a GNP) ellenzéki koalícióként volt jelen a parlamentben 1940 januárjáig Hertzog, utána egészen az 1941-es teljes egyesülésig Malan vezetése alatt.
Miután Hertzog lemondott a koalícióvezéri tisztségéről belső konfliktusokra hivatkozva, néhány hívével kiléptek a szövetségből, megalapítva az Afrikáner Pártot.
Egy másik nacionalista politikus és volt kabinetminiszter, Oswald Pirow megalakította az Új Rendet. Ez eleinte egy GNP-n belüli frakcióként létezett, de később kilépett onnan, önálló párttá válva.

## Eredmények
| Párt     | Párt                            | Szavazatok | %      | Mandátumok |
| -------- | ------------------------------- | ---------- | ------ | ---------- |
|          | Egyesült Párt (VP)              | 435 297    | 49,68  | 89         |
|          | Újraegyesült Nemzeti Párt (HNP) | 321 601    | 36,70  | 43         |
|          | Dél-afrikai Munkáspárt (SAAP)   | 38 206     | 4,36   | 9          |
|          | Domínium Párt (DP)              | 29 023     | 3,31   | 7          |
|          | Afrikáner Párt (AP)             | 15 601     | 1,78   | 0          |
|          | Szocialista Párt (SASP)         | 6 350      | 0,72   | 0          |
|          | Függetlenek                     | 30 185     | 3,44   | 2          |
|          | Bennszülött képviselők          | ---        | ---    | 3          |
| Összesen | Összesen                        | 876 263    | 100,00 | 153        |

## Fordítás
Ez a szócikk részben vagy egészben  a(z)   1943 South African general election című angol Wikipédia-szócikk ezen változatának fordításán alapul.  Az eredeti cikk szerkesztőit annak laptörténete sorolja fel. Ez a jelzés csupán a megfogalmazás eredetét és a szerzői jogokat jelzi, nem szolgál a cikkben szereplő információk forrásmegjelöléseként.